# Schüler-ID
Die Schüler-ID (Abk. für Schüler-Identifikationsnummer) soll laut Plänen der deutschen Kultusministerkonferenz als eindeutige und für die gesamte Schullaufbahn gültige Personenkennziffer eingeführt werden, um die persönlichen Daten von Schülern in einem bundeslandweiten Register zu erfassen.
Gespeichert werden sollen Angaben über Geschlecht, Geburtsdatum und Konfession, Einschulung, Schulwechsel und Sitzenbleiben sowie den besuchten Unterricht und die Teilnahme an bestimmten Fördermaßnahmen, zudem die Herkunft und bei nicht-deutschen Schülern die zu Hause gesprochene Sprache.
Datenschützer sehen in der Schüler-ID einen Eingriff gegen das Recht auf informationelle Selbstbestimmung und warnen vor dem „gläsernen Schüler“.

## Situation in Bayern
Das Projekt wurde von der Landesregierung verfolgt und sollte bis Mai 2010 in einem Gesetz münden.
Zum 1. Juni 2010 trat eine geänderte Fassung des Bayerischen Erziehungs- und Unterrichtsgesetzes in Kraft, die Neuerungen im Bereich Datenverarbeitung zur Folge hatte.
Eine Schüler-ID wurde jedoch nicht eingeführt.

## Situation in Berlin
In Berlin wurde ein Gesetzesentwurf für die Einrichtung der „Automatisierten Schülerdatei“ am 19. Februar 2009 verabschiedet.
Im Vorfeld hatte das Aktionsbündnis „Freiheit statt Angst“ das „Bündnis gegen die Schülerdatei“ ins Leben gerufen und sowohl die Bürgerschaft informiert als auch den Protest organisiert.
Durch die Arbeit des Bündnisses und mannigfaltiger Kritik z. B. des Landesbeauftragten für Datenschutz, Alexander Dix, konnten folgende Eckpunkte des ehedem geplanten Gesetzes an datenschutzrechtliche Bedürfnisse angepasst werden:
- Eine zentrale Datenvorhaltung auf einem senatseigenen Server ist nicht vorgesehen. Die Schülerdaten werden auf schuleigenen Servern vorgehalten und lediglich zentral abgefragt (§64a Abs. 5).
- Eine Schüler-Identifikationsnummer ist nicht vorgesehen und wird durch ein technisches „Ordnungsmerkmal“ ersetzt. Dieses technische Ordnungsmerkmal darf nicht an andere Stellen übermittelt werden (§64a Abs. 3).
- Daten über die „nichtdeutsche Herkunftssprache“, die „Lehrmittelbefreiung“ und den „sonderpädagogischen Förderbedarf“ dürfen nur in aggregierter nicht-personalifizierter Form übergeben bzw. abgerufen werden.
Das „Bündnis gegen die Schülerdatei“ bemängelt aber weiterhin die zentrale Abfragestelle z. B. für die Polizei. Zudem greifen auf die automatisierte Schülerdatei das Jugendamt, die Jugendgerichtshilfe, die Bewährungshilfe, die Gesundheitsbehörden und andere zu, was ebenso strittig ist (§64a Abs. 2 letzter Satz).
- Es wurde ein zusätzlicher §64b (Evaluationsbericht) eingefügt, um die Verhältnismäßigkeit der Maßnahmen und ihren Erfolg zu überprüfen.

Zum Schuljahreswechsel 2009 wurde die automatisierte Schülerdatei in 96 sogenannten Projektschulen (je 8 Schulen in 12 Schulbezirken) eingeführt. Das Schülerdatei-Bündnis plante Informationsveranstaltungen für Eltern und Schüler sowie Proteste, z. B. im Rahmen der Demonstration „Freiheit statt Angst“.
Die Kosten für die Automatisierte Schülerdatei wurden mit etwa 1 Mio. Euro angegeben. Die dafür benötigte technische Ausstattung fand jedoch im Rahmen des Berliners Programms „eGovernment at School“ statt, deren Kosten mit 23 Mio. Euro beziffert wurden. Auch durch langjährige Verzögerungen beim Anschluss der Schulen an das Netzwerk ist beim Aufbau der Schülerdatei von weit höheren Kosten auszugehen.
Wegen dieser Probleme beim Aufbau der IT-Infrastruktur für die in den Schulen dezentral gesammelten Daten ist die Schülerdatei bis heute (Stand: 2014) nicht an jeder Berliner Schule funktionsfähig.

## Situation in Hamburg
In Hamburg wurde 2005 ein Zentrales Schülerregister eingeführt, das „eine zentrale Datensammlung, mit der alle schulpflichtigen und schulpflichtig werdenden Kinder und Jugendliche in Hamburg erfasst werden“, darstellt. Das Register wird von dem dortigen Datenschutzbeauftragten auch nach seiner Einführung stark kritisiert.

## Situation in Nordrhein-Westfalen
Die Landesregierung Nordrhein-Westfalen kündigte 2006 an, der Einführung der Identifikationsnummer aus Datenschutzgründen nicht zuzustimmen.
Das Projekt „Schülerdatei“ wurde auf Basis des Widerstandes der Landesdatenschutzbehörde ausgesetzt.